# Robin von Eltz
Robin von Eltz (... – 10 agosto 1388) fu il 30º Gran Maestro dell'Ordine di Livonia, in carica dal 1385 al 1388.

## Biografia
Nel 1385, Robin von Eltz divenne il nuovo Landmeister di Livonia. Il suo mandato fu caratterizzato da un periodo di in pace con i nemici esterni, ma fu ripresa la guerra con il Vescovado di Tartu. Robin von Eltz morì il 10 agosto del 1388.